# Callicarolynia eruga
Callicarolynia eruga är en stekelart som beskrevs av Heydon 1989. Callicarolynia eruga ingår i släktet Callicarolynia och familjen puppglanssteklar. Inga underarter finns listade.